# Пнево (Сандовский район)
Пнево — село в Сандовском муниципальном округе Тверской области России.

## География
Село находится в 20 км на юг от центра муниципального округа посёлка Сандово. 

## История
В 1825 году в селе была построена каменная Спасская церковь с 3 престолами, метрические книги с 1791 года. 
В конце XIX — начале XX века село входило в состав Топалковской волости Весьегонского уезда Тверской губернии. 
С 1929 года село являлось центром Пневского сельсовета Сандовского района Бежецкого округа Московской области, с 1935 года — в составе Калининской области, с 1954 года — в составе Большемалинского сельсовета, с 2005 года — в составе Большемалинского сельского поселения, с 2020 года — в составе Сандовского муниципального округа. 

## Население
| 1859 | 1889 | 2010 |
| ---- | ---- | ---- |
| 199  | ↗249 | ↘51  |